# エレン・アーサー
エレン・ルイス・ハーンドン・アーサー（Ellen Lewis Herndon Arthur , 1837年8月30日 - 1880年1月12日）は、第21代アメリカ合衆国大統領チェスター・アーサーの妻であるが、夫が大統領に就任する前に死亡した。

## 父の死

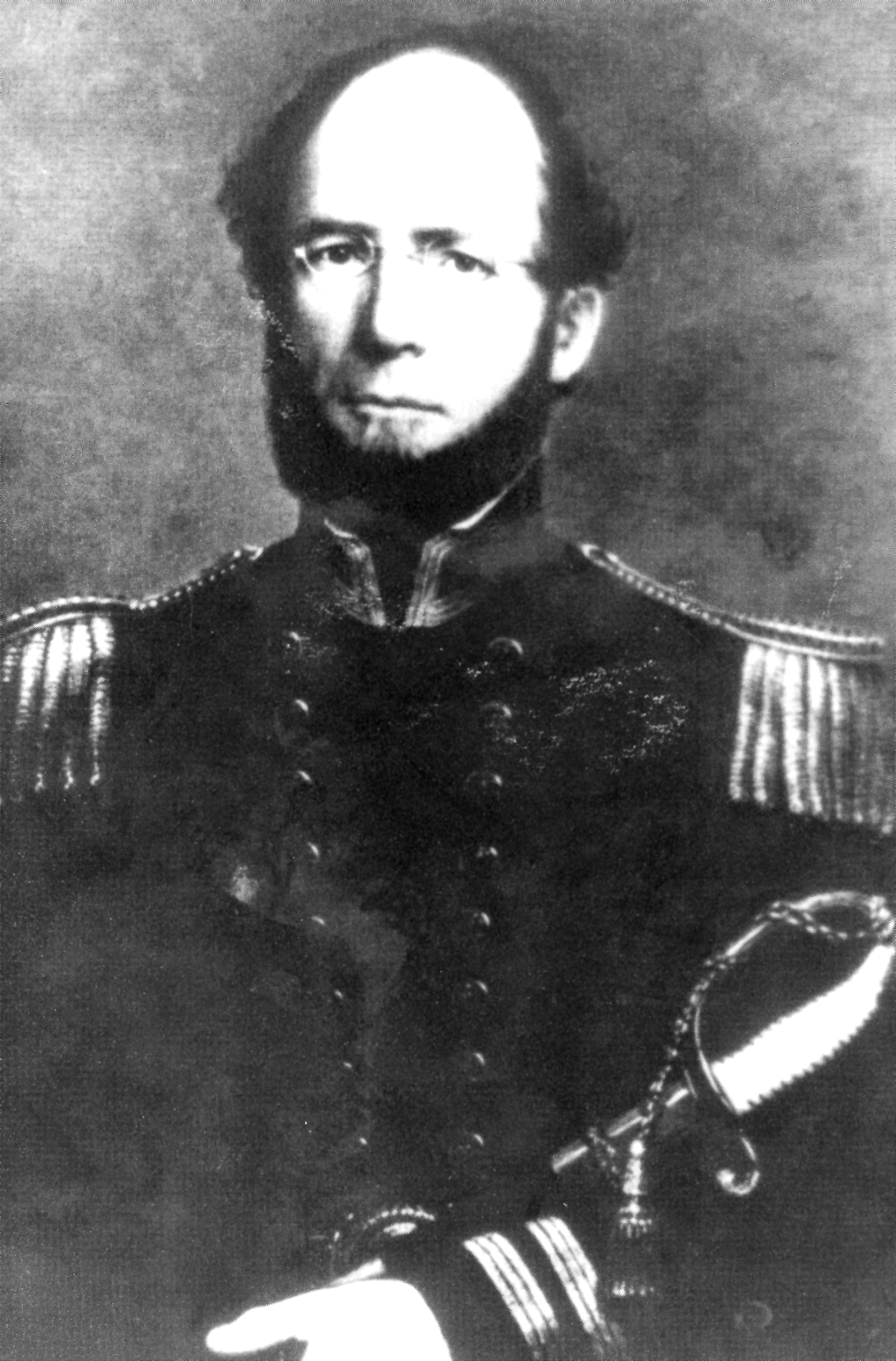
父のウィリアム・ルイス・ハーンドン中尉

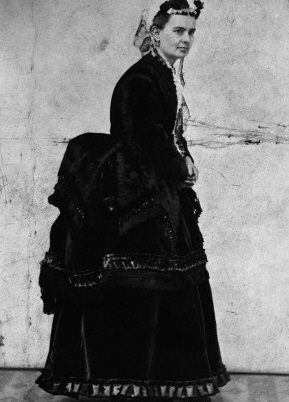
1875年前後に撮影

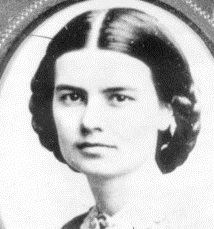
1870年前後に撮影

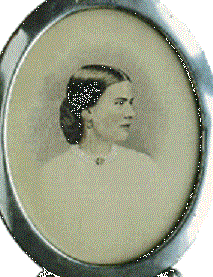
アーサー大統領の部屋に飾られていた肖像画

1837年8月30日にアメリカ合衆国のバージニア州カルペパー・コートハウスにてウィリアム・ルイス・ハーンドンの娘として生まれた。ウィリアムは有名な海軍のアマゾン探検家であった。
1857年9月にウィリアムの指揮する汽船『SSセントラル・アメリカ』号はノースカロライナ州のハッテラス岬の沖でハリケーンに巻き込まれた。主に子供や女性の乗客152人を避難させた後、彼と400人以上の他の乗客や乗組員が残った船は海の中へ沈んでいった。ウィリアムは死後に国民的英雄となった。バージニア州は彼を記念した金メダルの鋳造を決め、連邦議会といくつかの州議会は彼に名誉を与える決議を採択した。また、アナポリス海軍兵学校は彼の記念碑を建立した。

## 結婚と家族
父の死後にエレンは彼女のいとこのダブニー・モーリーを通じて1856年に紹介されて知り合った弁護士、チェスター・アーサーとニューヨークで借りた部屋で同居生活を開始した。1859年10月に二人はニューヨーク市内のカルバリー教会で結婚式を挙げた。アーサーは30歳、エレン夫人は22歳だった。
美しいコントラストの声の持ち主として知られていた。ソプラノ歌手としてメンデルスゾーン・グリークラブで歌い、ニューヨーク周辺の慈善活動に参加していた。
夫は政治活動で忙しく、結婚生活の間は気苦労が絶えなかった。1863年に最初の子供がわずか3歳で死亡していた。1878年4月に母親が観光先のフランスで突然死亡したという電報を受け取った。母親の遺骨を回収するために長い大西洋横断の航海が必要だった。この時にうつ病を発症してしまい、政治活動に熱中していたアーサーがこの旅行に同行しなかったためになおさら苦しむことになった。1879年末には離婚の危機に瀕していたことが後年に明らかになった。
夫のアーサーとの間には3人の子供がいた。
- ウィリアム・ルイス・ハーンドン・アーサー（1860-1863）
- チェスター・アラン・アーサー2世（英語版）（1864-1937） - プレイボーイとして知られ、通称「ワシントンの王子」。大統領の専用車やヨットを使用し、自分の立場を最大限に活用した[3]。父の死の直前に父の公式書類を大量に燃やし、「大統領の論文の破壊者」と呼ばれた[4]。
- エレン・ハンズブロウ・ハーンドン・アーサー（1871-1915）

## 死
1880年1月10日、夫の留守中にニューヨークの慈善コンサートに行き、馬車を待つ間に風邪をひいたのが原因で肺炎を患った。その2日後の1月12日に急死した。42歳没。
病気のしらせを聞いたアーサーはニューヨーク州オールバニから夜汽車で駆け付けたが、日曜日のミルクを積んだ列車は遅く、病床に着いた時にはすでに意識が無かった。24時間ベッドの傍らで看病したが、ついに息絶えた。彼は妻を粗末に扱ってきたことを後悔し、ひどく落ち込んだ。ロマンスの噂も絶えなかったが、終生再婚しなかった。
アーサーは大統領就任後にセント・ジョンズ・エピスコパル教会に、若い頃にこの教会でよく賛美歌のコーラスを歌っていた亡き夫人に捧げるステンドグラスを寄付した。そのステンドグラスを主に教会の南側の窓に貼ってもらい、毎日ラファイエット広場越しにホワイトハウスの自分の部屋から眺めていたと言われている。また、ホワイトハウスの自分の部屋に飾った彼女の肖像画の前にほぼ毎日、新鮮な花を生けていたという話も伝えられている。